# Mazarambroz
Mazarambroz – gmina w Hiszpanii, w prowincji Toledo, w Kastylii-La Mancha, o powierzchni 216,02 km². W 2011 roku gmina liczyła 1315 mieszkańców.